# Deutsches Kolleg

Vom Deutschen Kolleg verwendete Flagge

Das Deutsche Kolleg (DK) ist eine deutsche neonazistische Vereinigung, die ihren Sitz in Würzburg hatte.

## Geschichte
Die Vereinigung entstand 1994 aus einem ehemaligen „Junge Freiheit-Lesekreis Berlin“, der von Helge Drescher geleitet wurde.  Mitinitiator des Kollegs war Reinhold Oberlercher (Hamburg), der heute zusammen mit Uwe Meenen (damals Würzburg, danach Berlin) das DK leitet.
Zwischen Mitte der 1990er Jahre und 2003 leitete Horst Mahler (Kleinmachnow) zusammen mit Oberlercher die Vereinigung. Als Mahler neben seinem Engagement für das DK  Ende 2003 den „Verein zur Rehabilitierung der wegen Bestreitens des Holocaust Verfolgten“ gründete, war dies der Anlass für interne Differenzen mit Oberlercher, der auf den Internetseiten des Deutschen Kollegs keine „Tagespolitik“ und keine Diskussionen über die Offenkundigkeit des Holocaust akzeptieren wollte. Seither gehen die beiden Köpfe des Deutschen Kollegs getrennte Wege, haben aber weiterhin Kontakt und verweisen im Internet gegenseitig auf ihre Propagandamaterialien.
Im Februar 2004 wurden Mahler, Meenen und Oberlercher in Berlin wegen Volksverhetzung angeklagt. Grund war ein am 15. Oktober 2000 gemeinsam publizierter Aufruf zum „Aufstand der Anständigen“, in dem unter anderem das Verbot aller jüdischen Gemeinden in Deutschland, die Ausweisung aller Asylbewerber, „aller arbeitslos gewordenen Ausländer“ sowie eine Reihe von weitergehenden Maßnahmen gefordert wurden. Mahler wurde deswegen zu neun Monaten Haftstrafe ohne Bewährung verurteilt.

## Inhaltliches Profil
Die Vereinigung bezeichnete sich selbst in einem Manifest als „Studien- und Kampfgemeinschaft“. In seiner Funktion als „Souverän“ des deutschen Volkes und „Schild und Schwert“ des Deutschen Reiches sieht sich das DK legitimiert, „Urteile“ gegen „Reichsfeinde … körperlich zu vollstrecken“ und diese „militärisch unter Beschluss und Beschuss zu nehmen“. Wegen seines „geistigen Charakters“ erklärte das Kolleg jedoch den „Verzicht auf Ausübung dieses materiellen Teils der Staatsgewalt“.
Horst Mahler und Reinhold Oberlercher veröffentlichten zusammen mit Günter Maschke am 24. Dezember 1998 auf der Website des Deutschen Kollegs und in der rechtsextremen Zeitschrift Staatsbriefe 1/1999 eine „Kanonische Erklärung zur Bewegung von 1968“, worin sie der 68er-Bewegung eine nationalrevolutionäre Deutung gaben. Sie behaupteten, dass die 68er-Bewegung weder für Kommunismus noch für Kapitalismus, weder für drittweltliche oder östliche noch für westliche Konzepte und Machtinteressen eingetreten sei, sondern „allein für das Recht eines jeden Volkes auf nationalrevolutionäre und sozialrevolutionäre Selbstbefreiung“.
Dem im Jahre 1999 veröffentlichten „Reichsverfassungsentwurf“ des Vereins zur Errichtung eines „Vierten Reiches“, auf den die Mitglieder vereidigt wurden, lässt sich entnehmen, dass eine Revision des Geschichtsbildes zu Gunsten Deutschlands vorgenommen und die „verlorenen Ostgebiete … heim ins Reich“ geholt werden sollen. Die Ausmaße dieser Pläne werden deutlich, wenn dort explizit Wien als Hauptstadt des Reiches, Berlin als Hauptgau, Zürich als Sitz der Reichsbank und Rotterdam als Haupthafen des Reiches genannt werden.
Dem Verfassungsschutzbericht des Jahres 2002 zufolge ist die „Agitation des ,Deutschen Kollegs‘ … geprägt von einem aggressiven Antisemitismus und Rassismus“. So betitelte Mahler einen seiner Aufsätze mit Endlösung der Judenfrage, und das DK fordert des Weiteren offen die „Austreibung der nichtweißen Rassen aus der gemäßigten Klimazone“.
Am 14. Dezember 2003 veröffentlichte Horst Mahler eine Verkündigung der Reichsbürgerbewegung.
Wegen des vorhandenen intellektuellen Potentials und ihres Anspruchs als Vordenker werden Oberlercher und Mahler in der rechtsextremen Szene kritisch betrachtet. Mahler verliere sich, so das Hamburger Landesamt für Verfassungsschutz, zu häufig in „verschwörungstheoretische Absurditäten“ und Oberlercher mangele es an der Fähigkeit, seine Gedanken in allgemein verständlicher Form darzulegen, während bei beiden herkunftsbedingte Anlehnungen an linke Formulierungsmuster festzustellen seien, die bei der angesprochenen Klientel kaum begrüßt würden.
Aufgabe der Vereinigung sei es, ein „Fernkolleg“ zu etablieren, mit dem „Eliten“ herangezogen werden sollten. Als „wichtigste Beispiele für Zirkel …, die sich der rechtsextremistischen Theorie- und Strategiebildung verschrieben haben“ und die in ihrer Struktur dem Deutschen Kolleg ähneln, gelten dem Landesamt für Verfassungsschutz Baden-Württemberg zufolge die „Deutsche Akademie“ und die „Deutsche Studiengemeinschaft“.

## Organisation
Die Vereinigung hat etwa 50 feste Mitglieder und verfügte kurzzeitig über eigene Räume zur ideologischen und sprachlichen Schulung, als Meenen im traditionellen Würzburger Arbeiterstadtteil Zellerau 2006 ein Buchantiquariat leitete. Seinen Sitz hat das Deutsche Kolleg in Würzburg, als postalische Adresse wird ein Postfach im „Deutschen Reich“ angegeben.